# Spiritual Wasteland
Spiritual Wasteland è un album in studio del gruppo musicale Veni Domine, pubblicato nel 1998 dalla Thunderload Records.

## Tracce
1. Dawn of Time – 5:29
2. Last Letter from Earth – 8:51
3. If I Fall Asleep – 6:18
4. Hysterical History – 5:44
5. Riddle of Eternity – 5:43
6. The Temple – 7:54
7. Someone's Knocking – 5:09
8. Silent Lamb – 5:01
9. 1:st of Ten – 7:52
10. The Letter – 3:13

## Formazione
- Fredrik Sjöholm - voce, chitarra acustica
- Torbjörn Weinesjö - chitarra elettrica, chitarra acustica
- Gabriel Ingemarson - basso
- Thomas Weinesjö - batteria
- Mattias Cederlund - tastiera